# 阿尔伯特医学院
沃伦·阿尔伯特医学院（英文：The Warren Alpert Medical School），原名布朗医学院（Brown Medical School），是美国罗德岛州普罗维登斯的一所医学院，隶属于布朗大学。其历史可以追溯到1811年，是美国第一所提供学术医学教育的医学院。如今，阿尔伯特医学院是布朗大学生物医学学部的一部分（生物医学学部还包括了生物系和于2013年7月1日成立的公共卫生学院）。如果将其7所教学医院计算在内，医学院每年吸引超过3亿美元的研究经费。
阿尔伯特医学院是美国录取率第四低的医学院，它在《美国新闻和世界报道》杂志的医学院基础医疗和医学研究排名中分别位列第21和31名 。 阿尔伯特医学院亦在Business Insider的医学院排名中位列美国前20位。 许多阿尔伯特医学院的毕业生在毕业后都进入美国顶尖的医疗中心行医或从事研究项目。